# Penaherreraus batesi
Penaherreraus batesi är en skalbaggsart som först beskrevs av Tavakilian och Peñaherrera 2003. Penaherreraus batesi ingår i släktet Penaherreraus och familjen långhorningar.
Artens utbredningsområde är:
- Costa Rica.
- Nicaragua.
- Panama.

Inga underarter finns listade i Catalogue of Life.